# 眩暈
眩暈（英語：vertigo）是人体对自身或周围物体、环境感到旋转、起伏、漂浮、晃动或倾倒等相对运动的一种主观幻觉（无外界刺激）或错觉（有外界刺激）。患者常有天旋地轉、平衡感喪失的主訴，不適感相當強，且常伴隨噁心、嘔吐、盜汗或是行走困難。眩暈不一定限于静止时感知，當頭部有所移動的時候，眩暈的症狀一般更为加劇。
眩暈的原因是參與平衡覺的感覺系統发生障碍，导致平衡觉、本体感觉（空间位向与定向）对自身、物体、环境等空间关系在大脑皮质反应失真，而产生了运动性或位置性的错幻觉。常与前庭周围或中枢病变有关。
与眩晕有关的头晕（dizziness）则是一不精确术语，涵盖范围相当广泛。有学者统计，眩暈是最常見的頭暈（Dizziness）類型。
最常造成眩暈的疾病是良性陣發性姿勢性眩暈、美尼尔氏综合症及迷路炎，比較罕見的原因有中風、脑肿瘤、腦部外傷、多發性硬化症及前庭型偏頭痛。若在特定運動下維持太長時間，可能會出現生理性眩晕，例如在船上，或是在眼睛閉著時用力的轉頭。其他的原因可能包括暴露在有毒物質下，例如過量的酒精或阿斯匹林等。眩暈可能是因為前庭系统中的問題而造成，其他頭暈的原因可能包括暈厥前期、失衡症及其他非特異性的頭暈。
良性陣發性姿勢性眩暈常見的情形是在移動時有發作頻繁的眩暈，在發作過程中身體正常。眩暈持續的時間少於一分鐘。Dix-Hallpike測試一般會出現一段快速眼球晃動的期間，稱為眼球震颤。美尼尔氏综合症一般會伴隨著耳鸣、聽覺減弱，而眩暈會維持超過20分鐘。迷路炎的眩暈是突然出現的，而且會在沒有變換姿勢時出現眼球震顫，此情形下眩暈可能會維持幾天。眩暈也可能是因為更嚴重的原因造成，尤其眩暈伴隨著虛弱、頭痛、复视及麻痺等症狀一起出現時。
一般大眾之中約20%至40%的人曾經有頭暈的症狀，另外大眾中約有7.5%至10%的比例民眾有眩暈的症狀。一年內約有5%的人有眩暈的症狀，隨著年齡增加，眩暈的比例會提高，女性有眩暈症狀的是男性的三倍。在已開發國家，有2%至3%的病患是因為眩暈而至急診部門就診。